# Croix hosannière de Plouezoc'h
La croix hosannière de Plouezoc'h est une croix hosannière située à Plouezoc'h, en France.

## Localisation
La croix est située dans le département français du Finistère, sur la commune de Plouezoc'h, dans le cimetière.

## Historique
La croix date du XVIe siècle.

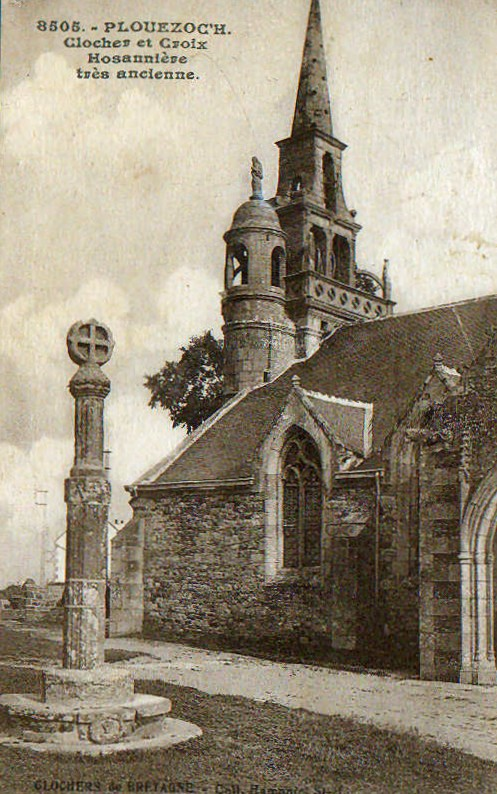
Plouezoc'h ː église paroissiale et croix hozannière vers 1925 (carte postale).

Elle est inscrite au titre des monuments historiques le 25 février 1928.